# Арилсульфатаза А
Арилсульфатаза А (цереброзид-сульфатаза) — фермент, расщепляющий сульфатиды, а именно цереброзид-3-сульфат на цереброзид и сульфат. У людей кодируется геном ARSA.

## Патология
Дефицит связан с метахроматической лейкодистрофией, аутосомно-рецессивным заболеванием.

## Биохимия

### Ферментная регуляция
Арилсульфатаза А ингибируется фосфатом, который образует ковалентную связь с активным центром 3-оксоаланином.